# Middleton (Essex)
Pour les articles homonymes, voir Middleton.
Middleton est un village et une paroisse civile de l'Essex, en Angleterre.